# ハーマン・カペレン
ハーマン・ライト・カペレン（Herman Wright Cappelen, 1967年 - ）は、ノルウェー出身の哲学者。現在、ノルウェーのオスロ大学の哲学教授と、スコットランドのセント・アンドルーズ大学の哲学教授（年間の5分の1）を兼任している。主に言語哲学および哲学方法論ならびにそれらに関連する認識論、心の哲学、および形而上学に取り組んでいる。2013年、哲学雑誌『Inquiry』の編集者に就任した。カペレンの両親は、作家兼出版者のペーダー・ライト・カペレン（Peder Wright Cappelen）と女優のカリ・シモンセン（Kari Simonsen）である。

## 学歴
1989年にオックスフォード大学ベリオール・カレッジで哲学・政治・経済学の学士号を取得。1996年、カリフォルニア大学バークレー校で博士号を取得した。博士論文の題目は「語の形而上学と引用の意味論（The Metaphysics of Words and the Semantics of Quotation）」。指導教員は、チャールズ・チハラ（Charles Chihara）、スティーヴン・ニール（Stephen Neale）、ジョン・サール。

## 職歴
2015年以来、カペレンはオスロ大学で教授を務め、同校CSMNのConceptLabを共同統括している。オイスタイン・リンネボー（Øystein Linnebo）とカミラ・セルク＝ハンセン（Camilla Serck-Hanssen）と共に、ノルウェー研究評議会の先端研究（Toppforsk）賞の支援を受け、概念工学（conceptual engineering）に関するプロジェクトを進めている。それ以前には、2007年からセント・アンドルーズ大学の教授兼アルケー（Arché）講座主任を務めた。過去には、ソマーヴィル・カレッジ、オックスフォード大学、オスロ大学、ヴァッサー・カレッジでの教歴がある。また、アルケー（Arché）哲学研究センターのディレクターでもあり、AHRCの長期助成金を受けた2つの研究プロジェクト「文脈主義と相対主義」と「直観と哲学方法論」の共同研究者を務めた。カペレンはオスロ大学の研究センター「自然における心の研究のための研究センター（ノルウェーのCOE）」の初期応募者の一人だった。2008年からはノルウェー科学文学アカデミーの会員である。

## 研究
カペレンの仕事のうち最も影響力があったのは、2004年に上梓された著書『非感受的意味論（Insensitive Semantics）』（アーニー・ルポアと共著）である。同書は意味論において文脈が最小の役割しか果たさないという主張と、言語行為論多元主義を擁護している。これは過去10年以内で最も引用された哲学文献の一つである。
カペレンは、分析哲学において直観の役割は誇張されていると主張している。2012年の著書 『直観抜きの哲学（Philosophy without Intuitions）』によると、現代哲学のほとんどにおいて、直観はせいぜい取るに足りない役割しか果たしていないか、あるいは何の役割も果たしておらず、直観への依拠が広まっている恐怖は有害である。直観の役割が誇張されているという彼の主張は物議を醸しており、激しく議論されてきた。
ジョシュ・デーヴァ―（Josh Dever）とカペレンによれば、視点（perspective）の概念は言語哲学、思考の哲学、そして行為論にとって重要ではない。彼らの2013年の著書『非本質的指標詞（The Inessential Indexical）』での主張によると、例えば、ジョン・ペリーとデイヴィド・ルイスが自己と時間に関する指標的表現の重要性を示すと考えた現象は、言語哲学と思考の哲学ですでに利用可能なリソースを使用して説明可能である。
カペレンはまた、下記のテーマについても重要な著作を単独・共同執筆してきた。文脈主義者と相対主義者の論争（『相対主義とモナド的真理（Relativism and Monadic Truth）』、ジョン・ホーソーン（John Hawthorne）と共著）、引用についての議論（『自身に向かう言語（Language Turned on Itself)』、アーニー・ルポアと共著）。アーニー・ルポアと共同執筆した論文のいくつかは『内容の解放（Liberating Content）』に収められている。カペレンは現在、ジョシュ・デーヴァ―と共に言語哲学の教科書シリーズを執筆している。第一巻は、2016年に発表された『文脈とコミュニケーション（Context and Communication）』である。2018年には、単著『言語の修理：概念工学に関する論考（Fixing Language: An Essay On Conceptual Engineering）』が上梓された。同書は概念工学に関する歴史的・現代的な研究を概観し、その本性と射程についての理論を提示する。

## 著作
単著:
- Making AI Intelligible (with Josh Dever), Oxford University Press, 2021, ISBN 9780192894724
- Fixing Language: An Essay On Conceptual Engineering, Oxford University Press, 2018, ISBN 9780198814719
- The Inessential Indexical: On the Philosophical Insignificance of Perspective and the First Person (with Josh Dever), Oxford University Press, 2013, ISBN 978-0-19-968674-2
- Philosophy without Intuitions, Oxford University Press, 2012, ISBN 978-0-19-964486-5
- Relativism and Monadic Truth (with John Hawthorne), Oxford University Press, 2009, 978-0-19-956055-4
- Language Turned on Itself: The Semantics and Pragmatics of Metalinguistic Discourse (with Ernest Lepore), Oxford University Press, 2007, ISBN 978-0-19-923119-5
- Insensitive Semantics: A Defense of Semantic Minimalism and Speech Act Pluralism (with Ernest Lepore), Wiley-Blackwell, 2004, ISBN 978-1-4051-2675-5

編著:
- Conceptual Engineering and Conceptual Ethics (with David Plunkett and Alexis Burgess), Oxford University Press, 2020, ISBN 9780198801856
- The Oxford Handbook of Philosophical Methodology (with Tamar Szabo Gendler and John Hawthorne), Oxford University Press, 2016, ISBN 9780199668779
- Assertion: New Philosophical Essays (with Jessica Brown), Oxford University Press, 2011, ISBN 978-0-19-957300-4

教科書:
- Bad Language (with Josh Dever), Oxford University Press, 2019, ISBN 9780198839644
葛谷潤、杉本英太、仲宗根勝仁、中根杏樹、藤川直也訳『バッド・ランゲージ：悪い言葉の哲学入門』勁草書房、2022年
- Puzzles of Reference (with Josh Dever), Oxford University Press, 2018 ISBN 9780198799849
- Context and Communication (with Josh Dever), Oxford University Press, 2016, ISBN 9780198733065

論文集:
- Liberating Content (with Ernie Lepore), Oxford University Press, 2015, ISBN 9780199641338